# Аксёново (Галичский район)
Аксёново — деревня в составе Дмитриевского сельского поселения Галичского района Костромской области России.

## География
Деревня расположена на берегу речки Порнега.

## Население
| 2008 | 2010 | 2012 | 2014 |
| ---- | ---- | ---- | ---- |
| 103  | ↘87  | ↗101 | →101 |

## История
Согласно Спискам населённых мест Российской империи в 1872 году деревня относилась ко 2 стану Галичского уезда Костромской губернии. В ней числилось 10 дворов, проживало 30 мужчин и 30 женщин.
Согласно переписи населения 1897 года в деревне проживал 71 человек (22 мужчины и 49 женщин).
Согласно Списку населённых мест Костромской губернии в 1907 году деревня относилась к Богчинской волости Галичского уезда Костромской губернии. По сведениям волостного правления за 1907 год в ней числилось 19 крестьянских дворов и 86 жителей. Основными занятиями жителей деревни были малярный промысел и сельскохозяйственные работы.
До муниципальной реформы 2010 года деревня входила в состав Красильниковского сельского поселения.